# Andreas Roland Grüntzig
Andreas Roland Grüntzig (Dresda, 25 giugno 1939 – Forsyth (Georgia), 27 ottobre 1985) è stato un medico e radiologo tedesco, il primo a sviluppare, nel mondo, la metodica dell'angioplastica coronarica con successo.

## Gli inizi
Andreas Roland Grüntzig è nato poco prima della seconda guerra mondiale, il 25 giugno 1939 a Dresda, in Germania. Il padre, il dottor Wilmar Gruentzig (1902-1945), è stato un insegnante di scienze nel liceo, con un dottorato di ricerca in chimica. Wilmar ha fatto parte del servizio meteorologico della Luftwaffe durante la seconda guerra mondiale e probabilmente è morto durante la guerra. Sua madre era Charlotta (Zeugner) Gruentzig (1907-1955), era un insegnante. Il fratello maggiore era Johannes Gruentzig: dopo la sua nascita a Dresda, nel 1940 la famiglia si trasferì nella casa di un parente nella piccola città di Rochlitz nella Sassonia centrale. Dopo la guerra, Charlotta e i suoi figli si trasferirono a Lipsia insieme a sua sorella Alfreda Beier e sua madre. Nel 1950, Charlotta si trasferì con la sua a Buenos Aires, in Argentina, per vivere con il fratello e la moglie di suo marito. Nell'arco di due anni Charlotta e i suoi due figli si ritrasferirono a Lipsia. Grüntzig e suo fratello Johannes frequentarono la scuola superiore presso il Thomasschule zu Leipzig. Grüntzig si è laureato alla Thomasschule nel 1957 con il massimo dei voti. Nel 1956, suo fratello Johannes si trasferì ad Hannover, Andreas lo seguì un anno dopo.
Grüntzig studiò alla Bunsen Gymnasium, mentre suo fratello si iscrisse alla facoltà di medicina all'università di Heidelberg. Grüntzig iniziò i suoi studi medici all'Università di Heidelberg nell'autunno del 1958 e successivamente si laureò l'8 aprile 1964. Si interessò di medicina interna e di chirurgia vascolare. Nel 1966 tornò all'Università di Heidelberg per assumere un impiego presso l'Istituto di Medicina Sociale e Occupazionale dell'Università, che studiava i fattori di rischio cardiovascolare, la bronchite cronica e la degenerazione epatica. Nel 1967, con una borsa di studio si recò a Londra per studiare l'epidemiologia presso l'Università London School of Hygiene. Nel 1968 ritornò a Heidelberg. All'inizio del 1968 lavorò come medico per sei mesi a Darmstadt, presso la clinica Max Ratschow.
Nel novembre del 1969, Grüntzig e la sua futura moglie Micheala si trasferirono a Zurigo dove lavorò nel dipartimento di angiologia dell'Ospedale Universitario di Zurigo.

## L'angioplastica
Alla fine degli anni sessanta, Grüntzig apprese della procedura di angioplastica sviluppata da Charles Dotter, americano, in una conferenza a Francoforte, in Germania. Si scontrò con una certa resistenza in Germania sulla sua idea di verificare le tecniche di angioplastica, pertanto Andreas si trasferì in Svizzera nel 1969.
La prima angioplastica coronarica è stata effettuata il 16 settembre 1977 a Zurigo, in Svizzera. Ha dilatato una piccola porzione di circa 3 mm, non ramificata dell'arteria discendente anteriore (LAD), che fornisce la parete anteriore e la punta del cuore (vedi circolazione coronarica), che aveva una stenosi serrata, di circa l'80% del lume. Grüntzig presentò i risultati dei suoi primi quattro casi di angioplastica all'American Heart Association (AHA) del 1977, cosa che portò a un diffuso riconoscimento del suo lavoro in tutto il mondo della cardiologia interventistica.
I risultati di questo trattamento, pur utilizzando solo un prototipo di catetere a palloncino, seppur costruito con cura, ma "grezzo" secondo gli standard attuali, sono risultati più che soddisfacenti. Il paziente rimase libero da angina dopo questo trattamento e fu ricontrollato angiograficamente presso la Emory University, dieci anni dopo l'intervento: le immagini mostrarono una lieve restenosi, probabilmente meno del 10%, se confrontate con le fotografie dei fotogrammi del film di 10 anni prima, fatte "prima" (di base) e "dopo" il trattamento.
I risultati eccellenti di questo primo paziente e dei successivi sono stati fondamentali per il rapido sviluppo e la crescente validazione all'angioplastica come trattamento d'eccellenza delle stenosi coronariche. Grüntzig individuò precocemente diverse problematiche:
1. il trattamento non sarebbe stato facilmente accettato dalla maggior parte dei medici, in particolare dai cardiochirurghi,
2. avrebbe potuto facilmente condurre a risultati negativi se non vi fosse stata particolare cura nella scelta dei pazienti e delle lesioni, nonché dei medici interessati alla nuova metodica,
3. era necessaria una curva di apprendimento della tecnica e delle sue potenziali difficoltà per i medici interventisti, per far sì da ridurre in modo significativo gli insuccessi.

La comprensione di queste problematiche e lo sforzo instancabile da parte sua per renderle note a tutti i cardiologi, gli sono ampiamente riconosciuti, cosa che portò al successo della tecnica in tutto il mondo.
Negli anni novanta sono stati resi possibili ulteriori miglioramenti dei risultati, sia immediati che soprattutto a lungo termine, con una migliore comprensione della malattia in seguito a studi clinici di ricerca che utilizzarono l'IVUS (Intravascular ultrasound) e lo sviluppo di stent per supportare meccanicamente i risultati della dilatazione arteriosa.
Il successo di Grüntzig rimane una pietra miliare nel campo medico: dimostrò che era possibile trattare le arterie dal loro interno, senza la necessità di una chirurgia aperta. Utilizzando la circolazione arteriosa come "autostrada terapeutica", molti tipi di dispositivi e farmaci possono ora essere "portati" direttamente in situ sul cuore, reni, arterie carotidi, cervello, arti senza la necessità di interventi chirurgici e anestesia generale.

## Vita personale e morte
Ebbe due figlie: Katrin Hoffman nel 1967 fuori dal matrimonio e Sonja Meret Gruentzig nel settembre 1976 dal matrimonio con Michaela (Seebrunner) Gruentzig.
Gruentzig, pilota molto esperto, e sua moglie, morirono in un incidente aereo a bordo del loro Beechcraft Baron a Forsyth (Georgia), il 27 ottobre 1985. Sono entrambi sepolti nel cimitero di Riverside (Macon (Georgia)).